# Grammy for bedste mandlige solo-rap-præstation
Grammy for Best Male Rap Solo Performance var en amerikansk pris der blev uddelt af Recording Academy for årets bedste rap af en mandlig solist i 2003 og 2004.
Tidligere havde der væet uddelt en enkelt Grammy for Best Rap Solo Performance, men i 2003 og 2004 blev der uddelt separate priser til mandlige og kvindelige rappere. Fra 2005 uddeltes der igen én pris.
Den tilsvarende pris for en kvindelige kunstner er Grammy for Best Female Rap Solo Performance.

## Modtagere af Grammy for Best Male Rap Solo Performance
- 2004: Eminem for "Lose Yourself"
- 2003: Nelly for "Hot in Herre"